# Бронепалубные крейсера типа «Дрезден»
Бронепалубные крейсера типа «Дрезден» — тип крейсеров германского императорского флота времён Первой мировой войны. Являлись развитием крейсеров типа «Кёнигсберг». Построено 2 единицы: «Дрезден» (нем. SMS Dresden) и «Эмден» (нем. SMS Emden). Их усовершенствованным вариантом стали бронепалубные крейсера типа «Кольберг». Оба корабля погибли в ходе Первой мировой войны.

## Проектирование и особенности конструкции

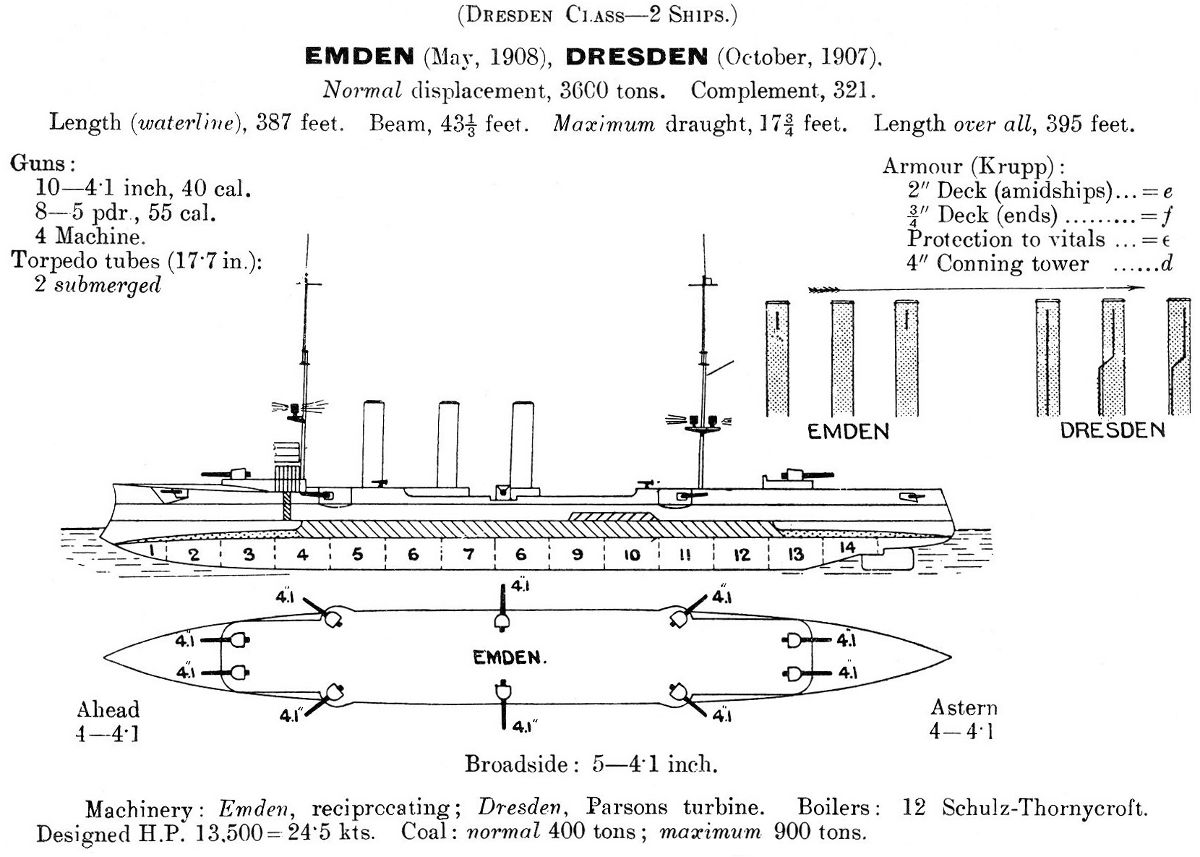
Информация о кораблях проекта в справочнике Jane’s Fighting Ships за 1914 год

Крейсера типа «Дрезден» спроектированы в 1905-1906 и являлись одной из модификаций крейсера «Бремен» для отработки оптимальной силовой установки. На «Дрездене» были установлены 4 паровые турбины Парсонса, вращавшие 4 гребных вала. На «Эмдене» в качестве энергетической установки использовались 2 паровые машины тройного расширения с приводом на 2 гребных вала. На крейсерах типа «Дрезден» устанавливались двенадцать тонкотрубных двухтопочных котлов военно-морского типа, дым из которых выводился в три трубы. В очередной раз перекомпоновали котельную установку, теперь она делилась на четыре котельных отделения. Компактное расположение котлов позволило сдвинуть их ближе к миделю, в результате чего крейсера получили красивый и гармоничный силуэт. Дальность плаванья «Дрездена» составляла 3600 морских миль на 14 узлах, а «Эмден» имел дальность плавания 3760 миль на 12 узлах.
При нормальном водоизмещении метацентрическая высота составляла 0,59 м.

### Вооружение
Главный калибр состоял из десяти 10,5 см SK L/40 орудий в одиночных установках. Два из них были помещены бок о бок впереди на баке, шесть были расположены в средней части судна, три с каждой стороны, и два были помещены бок о бок на корме. Пушки могли поражать цели на дальностях до 12 200 м. Боекомплект составлял 1500 выстрелов (150 снарядов на ствол). Корабли были также вооружены восемью 5,2 см L/55 орудиями с общим боезапасом 4000 выстрелов. Крейсера были также оснащены двумя 45 см траверсными подводными торпедными аппаратами с общим запасом из пяти торпед.

### Бронирование
Броневая палуба являлась главной защитой крейсеров. Горизонтальный участок палубы имел толщину 20-30 мм, скосы опускавшиеся к бортам имели толщину 50 мм. Гласис — 80 мм. Также палуба опускалась к носу и корме крейсера. Боевая рубка имела стенки из Крупповской брони 100 мм и стальную 20 мм крышу. Щиты орудий главного калибра были толщиной 50 мм.

### Силовая установка
На крейсерах типа «Дрезден» устанавливались 12 тонкотрубных двухтопочных котлов военно-морского типа (все котлы были с угольным отоплением), вырабатывающие пар с рабочим давлением 16 атм. с поверхностью нагрева 3160—3438 м².
На Эмдене силовая установка состояла из двух машин тройного расширения, номинальной мощностью 13 500 лошадиных сил. Это должно было обеспечивать проектную максимальную скорость 23,5 узла (43,5 км / ч). «Дрезден» был оснащен комплектом паровых турбин Парсонса, рассчитанных на 15 000 лошадиных сил и максимальную скорость 24 узла (44,4 км / ч). На испытаниях корабли превысили проектную скорость. «Дрезден» развил 25,2 узла при мощности 18 880 л. с. при 594 оборотах в минуту. «Эмден» развил 24 узла при мощности 16 350 л. с. Нормальный запас топлива на обоих кораблях составлял 400 тонн. Полный запас топлива на «Дрездене» составлял 860 тонн угля, дальность составляла 3600 морских миль на ходу 14 узлов (26 км / ч) при 144 оборотах в минуту. Полный запас топлива на «Эмдене» составлял 790 тонн угля, дальность составляла 3760 морских миль на ходу 12 узлов (22 км / ч). На «Дрезден» и «Эмдене» было три генератора, которые производили электроэнергию общей мощностью 135 килоВатт при напряжении 110 Вольт.

## История службы
Оба корабля к моменту начала Первой мировой войны находились в заграничных плаваниях и с первых дней конфликта начали действия на морских коммуникациях противника.

### «Дрезден»
К моменту начала Первой мировой войны корабль находился в Вест-Индии. В Порт-о-Пренсе в ходе рандеву с крейсером «Карлсруэ» произошёл обмен командирами: бывший командир «Дрездена» капитан цур зее Кёлер перешёл на «Карлсруэ», а на его место прибыл фрегаттен-капитан Людеке.
После смены командира крейсер получил приказ в случае начала военных действий вести крейсерскую войну. Крейсер пошёл на соединение с Восточно-Азиатской крейсерской эскадрой адмирала Шпее, по пути захватив три корабля (8900 брт). После соединения с эскадрой принимал участие в бою у Коронеля, а потом и в бою у Фолклендских островов. «Дрезден» стал единственным уцелевшим в этом сражении германским кораблём. 14 марта 1915 года обнаружен вблизи острова Мас-а-Тьерра британскими крейсерами «Кент» и «Глазго». После взрыва подрывных зарядов затонул, погибло 7 человек. Большая часть экипажа была интернирована.

### «Эмден»

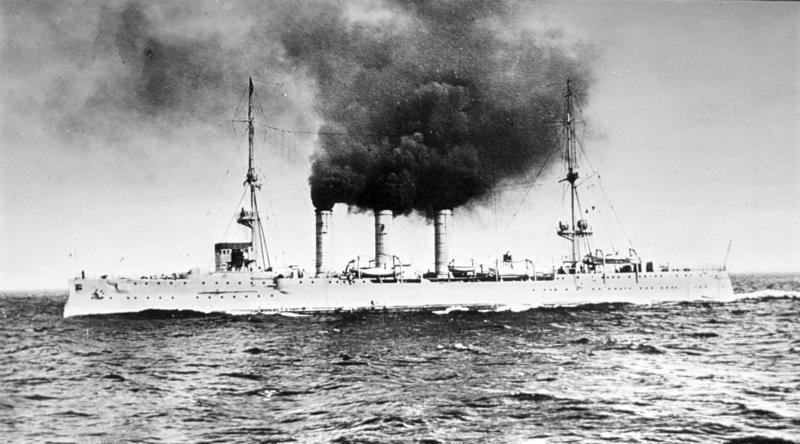
SMS Emden в 1910 году

Крейсер стал одним из самых известных рейдеров Первой мировой войны, благодаря опыту и хитрости своего командира фрегаттен-капитана фон Мюллера, захватил 16 транспортов (70 825 брт), обстрелял и уничтожил нефтехранилища города Мадраса, долгое время оставался неуловимым, уходя от преследования 23 кораблей. 28 октября 1914 на рейде Пенанга «Эмден» потопил русский крейсер «Жемчуг» и французский миноносец «Муске».
9 ноября 1914 во время попытки захвата телеграфной станции на Кокосовых островах был настигнут австралийским лёгким крейсером «Сидней». После ожесточенного боя германский корабль выбросился на рифы. Во время боя погибло 133 человека.

## Список кораблей типа[2]
| Название    | Верфь-строитель           | Дата закладки | Дата спуска на воду | Дата вступления в состав флота | Дата вывода из состава флота/гибели | Судьба                                                                                         |
| ----------- | ------------------------- | ------------- | ------------------- | ------------------------------ | ----------------------------------- | ---------------------------------------------------------------------------------------------- |
| SMS Dresden | Blohm & Voss, Гамбург     | 1907          | 5 октября 1907 года | 14 ноября 1908 года            | 14 марта 1915 года                  | Затоплен экипажем вблизи острова Мас-а-Тьерра в бою с британскими крейсерами «Кент» и «Глазго» |
| SMS Emden   | Kaiserliche Werft, Данциг | 1906          | 26 мая 1908 года    | 10 июля 1909 года              | 9 ноября 1914 года                  | Погиб у Кокосовых островов в бою с австралийским лёгким крейсером «Сидней»                     |

## Оценка проекта
| ТТХ крейсеров                    |                                                         |                                     |                                        |                                                      |                                          |
| Характеристики                   | «Нюрнберг»                                              | «Адмирал Шпаун»                     | «Бодицея»                              | «Дрезден»                                            | «Честер»                                 |
| Год закладки                     | 1906                                                    | 1908                                | 1907                                   | 1907                                                 | 1905                                     |
| Год ввода в строй                | 1908                                                    | 1910                                | 1909                                   | 1908                                                 | 1908                                     |
| Размерения, м (Д×Ш×О)            | 116,8 ×13,3 ×5,24                                       | 130,6×12,8×5,3                      | 123,4×12,5×4,3                         | 118×13,4×5,3                                         | 129×14,3×5,1                             |
| Водоизмещение, т                 | 3469                                                    | 3500                                | 3353                                   | 3664                                                 | 3810                                     |
| Вооружение                       | 10 — 10,5-см, 10 — 5,2-см, ТА 2×1 — 45-см               | 7 — 10-см, 1 — 4,7-см               | 6 — 102-мм, 4 — 47-мм, ТА 2×1 — 450-мм | 10 — 10,5-см, 8 — 5,2-см, ТА 2×1 — 45-см             | 2 — 127-мм, 6 — 76,2-мм, ТА 2×1 — 533-мм |
| Бронирование, мм                 | Палуба — 20 — 30, скосы — 45-80, щиты — 50, рубка — 100 | Палуба — 20 , пояс — 60, рубка — 50 | Палуба — 25, рубка — 102               | Палуба — 20 — 30, скосы — 50, щиты — 50, рубка — 100 | Палуба — 25, пояс — 51                   |
| Энергетическая установка, л. с.  | ПМ, 13 200 (12 000)                                     | ПТ, 25 130                          | ПТ, 18 000                             | ПТ, 15 000                                           | ПТ, 16 000                               |
| Дальность плавания, морские мили | 4120 на 12 узлах                                        | 4200 на 10 узлах                    | 4260 на 10 узлах                       | 3500 на 14 узлах                                     |                                          |
| Проектная скорость, узлов        | 23                                                      |                                     | 25                                     | 24                                                   | 24                                       |
| Максимальная скорость, узлов     | 23,4                                                    | 27,07                               | 25,25                                  | 25,2                                                 | 26,52                                    |

## Интересные факты
- На крейсере «Дрезден» в чине лейтенанта служил Вильгельм Канарис, будущий адмирал и глава военной разведки Германии — абвера[5].

## Использованная литература и источники
1. 1 2  Все данные на момент вступления в строй
2. 1 2  Ю. В. Апальков ВМС Германии 1914—1918 гг. Справочник по корабельному составу
3. ↑  Крейсера, 2015, с. 198.
4. 1 2 3 4 5 6 7 8  Gröner. Band 1. — S.133
5. 1 2 3  С. Б. Трубицын Легкие крейсера Германии 1914—1918 гг.
6. ↑  С. Б. Трубицын. Легкие крейсера Германии 1914—1918 гг.
7. ↑  Gröner. Band 1. — S.131-133
8. ↑  Conway's, 1906—1921. — P.336
9. ↑  Conway's, 1906—1921. — P.50
10. ↑  Conway's, 1906—1921. — P.157
11. ↑  From Earliest Days, 2009, p. 495.